# Аквитания (регион)
Вижте пояснителната страница за други значения на Аквитания.
За историческата област вижте Галия Аквитания.
Аквитания (на френски: Aquitaine; на окситански Aquitània; на баски Akitania) е регион в Югозападна Франция до 2016 година, когато е включен в новосъздадения регион Аквитания-Лимузен-Поату-Шарант.
Граничи с Испания в Пиренеите на юг, с Атлантическия океан на запад, и с регионите Поату-Шарант и Лимузен на север и Юг-Пиренеи на изток. Най-големите градове са Бордо, По, Байон, Мон дьо Марсан, Биариц и Перигьо.